# 樋口宗孝
樋口 宗孝（ひぐち むねたか、1958年12月24日 - 2008年11月30日）は、日本のドラマー、音楽プロデューサー。奈良県奈良市出身。大阪府立藤井寺高等学校卒。身長177cm。愛称は「ひぐっつあん」。

## 概要
ヘヴィメタルバンドLOUDNESSやレイジー、SLY、BLOOD CIRCUSなどでドラムを担当。日本のHR/HM界を代表するドラマーである。LOUDNESSのオリジナル・メンバーでは最年長で、パワフルなドラミングが持ち味。ジョン・ボーナム（レッド・ツェッペリン）の強い影響から、シングルバスに強いこだわりを持っており（ドラムセットもジョン・ボーナムのセッティングとほぼ同じ。過去に、LOUDNESSのデビュー当時のアーティスト写真では2バスになっていた）2バスのニュアンスを表現する際においてもフロアタムを巧みに使いバスドラム1つのみでプレイをこなすという徹底ぶりである（当時、ラウドドラミングと呼ばれていた）。近年は、ドラムセットに大きいサイズのものを導入（下記機材参照）、スティックにはアメリカ製のイーストンアヘッド社のジュラルミンスティックを使用し、同社から樋口宗孝モデルが販売されている。（詳細は下記参照）

## 略歴
1958年、奈良県に生まれる。
1977年、アイドルバンド「レイジー」のドラマーとしてデビュー。当時のニックネームは「デイビー」。本人は「デレク・ロングミュアー(ベイ・シティ・ローラーズ)に似ている」と言って嫌がり、「12月24日生まれだから"イブ"がいい」と主張したが、「イブは（女性名という事もあり）イメージに合わない」と言われたという。当時の所属事務所代表の藤田浩一とは反りが合わず（藤田はレイジーのデビュー前の時点で、ドラマーは必要ないかも、と語っていたほどであった）、他のメンバーより早く成年を迎えたため他のロック系ミュージシャン達の酒の席に参加し、色々な意見を聞きレイジーのハードロック路線を取り戻すために水面下で動いていた。それを知った藤田と衝突、殴り合いの喧嘩や解雇されかけるという確執状態にまで拗れる。
なお、THE ALFEEの坂崎幸之助もレイジーの方向性について樋口に相談を受けたが、樋口は当時のTHE ALFEEをハードロックバンドと誤解していた。(1979年～1980年頃のTHE ALFEEはフォークバンドであった。)
1981年、レイジーが解散。その後、同じくレイジーのギタリスト高崎晃と共にLOUDNESSを結成し、同バンドのドラマーとして再デビュー。1990年にはBLIZARDのアルバム「DANGER LIFE」をプロデュースした。
1994年にLOUDNESSを脱退し、かつての同僚の二井原実らとSLYを結成。
1998年、レイジーを再結成し、BLOOD CIRCUS結成。同時に、はたけ（シャ乱Q）、鮫島秀樹（当時HOUND DOG）らとRose of Roseとして活動。2000年にはLOUDNESSへ電撃復帰を果たした。
2008年4月より、肝細胞癌のため活動は中止し治療に専念していたが、同年11月30日朝、自宅で嘔吐して倒れているのを家族が発見、救急搬送されたが午前10時44分大阪市の病院で死去。満49歳没。生涯独身であった。2008年12月24日、自身の生誕50年に伴い、東京・青山にある青山葬儀所にてお別れの会が開催され、LOUDNESSやレイジーのメンバー、レイジーの大ファンであった飯島直子を初めとする各著名人を含む1,500人を超えるファンが弔問に訪れた。戒名は「宗誉楽音禅定門（しゅうよがくおんぜんじょうもん）」。また、彼と親交のあった山本恭司や真矢、LEVIN、宮脇知史から、かつてBOØWY時代に同じビーイングに所属していた布袋寅泰や高橋まこと、学生時代にLAZYのファンだった奥井雅美、大林素子や、つるの剛士、平野啓一郎などの、様々なジャンルの著名人からもブログを通じて追悼のコメントを出し、海外でもフランキー・バネリ（元クワイエット・ライオット）やショーン・ドローヴァー（メガデス）、ジェイムス・コタック（スコーピオンズ）、シェーン・ガラース（B'zのサポート・ドラマー）らが追悼のコメントを寄せた。

## 人物
- ドラム専門誌『リズム&ドラム・マガジン』に彼の企画が入っている号は毎回販売部数の記録を更新する程であった。また、アメリカのドラムヘッドメーカー「アクエリアン」とスティックメーカー「イーストンアヘッド」社から樋口宗孝モデルがそれぞれ販売されているが、アクエリアンドラムヘッドについては、既に製造中止を2008年末に決定しており、樋口宗孝モデルのヘッドは在庫限りとなっている。また、イーストンアヘッドスティックも同じく在庫限りの販売が決定した。
- 有名人を褒める行為を好まなかった。
- 趣味はゴルフで、ジャンボ尾崎モデルを使用[12]。LOUDNESSの二井原実曰く「プロ並に上手い」と語り、インタビューではハーフで35と答える[13]。また、ゴルフ雑誌を愛読している。ゴルフを始めたきっかけは、レコーディングの際、ドラムの収録が終わった後、次のレコーディングまでの時間を持て余していたことと、その間に下半身を鍛えたいという考えから[14]。さらには、体力面だけでなく、頭脳を使う部分についてもドラマーに通じるものがあると語る。後年ではドラムに対して練習熱心で知られているが、LOUDNESS初期の頃は練習はしないと語っていたこともあった。ゴルフを始め、前述の通り練習によって上達したことから、ドラムも練習すればうまくなるはずだと考えを改めて1から練習し直し、ドラムもゴルフも後年では練習熱心[13]、口癖が「研究」と言われるほどになっていたという。
- 最後に乗っていた愛車は、BMWM6クーペ。

## 機材
レイジー時代、初期はラディック社のツーバスセットを使用していたが、後期にはパールのファイバーグラスシェルＦＸシリーズシステムを使用(シンバル類は不詳)。この当時はツーバスで2タム、2フロアというシステムで、シンバルスタンドがすべてストレートタイプの物を使用していた。このレイアウト構成からコージー・パウエルを髣髴とさせると当時の関係者が語っている。
ラウドネス初期についてはヤマハのシステム･キットにジルジャンのシンバルパイステの銅鑼という構成を使用していた。ヤマハシステム使用前期は標準胴サイズだったが後期はYD-9000RDシリーズの超深胴タム、シンバルはA・ジルジャン・ブリリアント、銅鑼についてもジルジャンを使用していた。しかし、1986年からパールと契約、システム･キット、シンバル、銅鑼がすべて入れ替わっている。
ヤマハシステム使用時代は、ヘッドにラディック社のシルバードットを使用していたが、パールのシステムに変更してからは、REMO社のCS（黒ドットではなくシルバードット）を使用、その後クリアーエンペラーへと変遷した。
パールシステム使用初期にはメイプルシリーズのGXモデルを使用、レイアウトはヤマハから変わらず6.8.10.1213.14のタムに16&18のフロアー・タム、24のバスドラムという組み合わせだが、6インチのタムはGXシリーズには存在しなかったため、同メーカーPXシリーズ（ファイバーシェル）のタムを特注で作製、使用していた。シンバルはセイビアンのブリリアントを使用し、銅鑼もやはりセイビアンの物を使用していた。一般的にメタル系バンドのドラマーはライドシンバルにウエイトの高い（厚く重量の重い）ものを使用する傾向が見られるが、彼は22インチクラッシュライドを使用し、ときにライドシンバルをクラッシュのように使用している。また、同サイズ、同ウエイトのシンバルを複数枚使用している（バスドラム上のメインシンバルに18インチミディアムを左右1枚ずつ使用）が、これは1枚のシンバルを連打した際にシンバル自体の発音が間に合わず濁った音になることを防ぐためである。また、セッティングの特殊性からハードウエアに特注ラックシステムを使用しているが、その安定性からタム類の音質は極めて良くなっていた。ヤマハシステム使用時代のライブ映像ではハードウエアの剛性不足からタム関係が揺れているのを確認できたが、パールの特注ラックシステムに変更されてからはタムの揺れは完全に解消されている。
初期、スティックは彼のネーム入りのカラートリーガル5Bのナイロンチップを使用していた。俗にリーガルチップと呼ばれていたがナイロンチップが外れやすく、当時のインタビューで彼もその部分を特に強調していた。LOUDNESSの頃より、アメリカ、イーストンアヘッド社のジュラルミンスティックを使用しており、同社から樋口モデルも販売されている。イーストン社は元々金属バットなどを製造しているメーカーで、1980年代からアヘッドと呼ばれるドラムスティックを作成し、急速な成長を遂げた。1セットあたりの金額は高額だが、サックとチップの交換で折れなければ半永久的に使用出来る。また、LOUDNESSのアメリカツアーの頃、日本では販売されていなかったドラマー用グローヴの存在を知って購入、帰国後すぐは使っていなかったが、日本国外のドラマーが使い出し、「デカくていい音」を出すためにグローヴを使うようになる。その後、パール製のロックグリップの開発に関わり、ロックグリップを愛用することになる。その後のインタビューでは「グローヴがないとあのパワーは出ない」と語る。
なお、パール楽器のシステムに変更されてから、シェルの色がミラーボール仕様となり、塗胴からカバリングへと変更される。ミラーボールカバリングの発想は、高速道路を走っているタンクローリーからヒントを得ている。ちなみに彼が使用していたカラーリングは、レイジー時代は白、ラウドネス初期は黒、中期はミラー、そしてミラーボール、晩年はまた白に戻った事になる。現在パール楽器から販売されているバスドラムのミラーヘッド（シルバー＆ゴールド）は彼の存在がなければ今の販売には結びつかなかった。
晩年もパールのクラシックメイプルシェル（レインフォースメントシェル）を使用するが、システムが大幅に変更され、大口径のシェルにある意味今風の1タム2フロアーというそれまでの多点システムとは正反対になっている。バスドラムは26X18、14タム、16&18のフロアーというセットで、シンバルはやはりセイビアンAAXブリリアントで統一され、銅鑼はKMKの40インチ、ラックは廃止されていたが、2005年のヨーロッパツアー近辺からラックシステムを導入した。ヘッドもREMOからアクエリアンに変更され、トミーリーモデルを良く使用していた（現在は樋口モデルが販売されているのでそれを使用）。また、ティンパニーも2基あるが、基本的にドラムソロで使用している。
しかし、バスドラムのフットペダルはパールにエンドースしてからはパールのペダルを使っていたが、当時のパールのペダルは、小さな丸いラバーの配置によってフィーリングが異なる作りだった。リズム＆ドラムマガジンで、本人曰く、「おれはこのパターンの配列がベスト。しかしどの配列にしてもあまり変わりはない」などと、頓珍漢なコメントも少なくなかった。その後、ペダルはヤマハ時代に戻り、ヤマハのFP－710を使用しておりスペアを含め同モデルを常時数機所持していた。本人曰く、動きが極めてスムースで高速連打を演奏するにはこのペダル以外は考えられないとまでこのモデルを信頼しきっていた。ドラムシューズはアキレスとクーガーを愛用。
スネアドラムについても、以前はラディックやスリンガーランドといった海外製を使用していたが80年代から国内製を使用する事になり、パール楽器からカスタムモデルが販売されていた。このカスタムスネアはシェル（胴）本体に大きな穴を4か所あけた物（エキゾーストホール）が限定で発売され話題を呼んだが、このレイアウトはOCDP社から同じようなスネアが一足先に販売されており、それを真似たかったのだと思われる。
深胴ブームが到来したときは、8インチのスネアドラムを使っていたものの、流行が浅胴になった頃には、5.5インチのスネアをして「これで十分パワーが出る」などと、比較的流行に乗りやすいミーハーな面が多く見られる。
以前の樋口と同じレイアウトの大規模システムを継続している日本人ドラマーは新美俊宏（BOWWOW）だけになっている。
シンバルについては、2018年12月27日受注締切で樋口宗孝モデルが受注生産されることになった。リズム＆ドラムマガジンによると、樋口はシンバルにもこだわりを持っており、サステインが何小節まで響くか、まで検証していたこともあったという記述があるが、シンバルは叩き方によってサステインが異なることと、使い方によっても同様であること、そして常に同じ叩き方を精巧に叩けることが前提になるため、この説はオカルトと言える。

## ドラミング
当時は、ラウドドラミングと呼ばれたぐらい特徴のあるリズムキープを行っている（前述のとおり、特徴のある独特なグルーヴ感を持っていた ジョン・ボーナムに強く影響を受けていたため。詳しくは「ジョン・ボーナム」の項を参照）。あくまでシングルバスにこだわる樋口は、インザミラーのサビの前部分に出てくるツーバスのような連打をフロアタムの表拍打ちとバスドラムとの裏拍打ちを利用して、あたかもツーバスのようなドライブ感があるリズムを生み出していると言われる。
「クレイジードクター」で行っているバスドラム連打のリズムパターンはレイジー時代のポップソング「ハローハローハロー」で既に使われており、セットこそツーバスではあったが、やはりワンバスでこのフレーズを叩いていた。
TUBEの前田亘輝のソロアルバム「SMASH」収録の「いいかげん」という曲のリズムパターンは、LOUDNESSの「Crazy Doctor」（「DISILLUSION 〜撃剣霊化〜」収録）と同じであり、さらに高速フレーズのオンパレードである。これは「SMASH」が「DISILLUSION」よりも後発リリースのアルバムであるため「いいかげん」が「Crazy Doctor」のフレーズを流用している事になる。
また、スネア〜タム〜フロアー〜バスドラムを組み合わせた3、4、5、6連符を得意とし、ドラムソロや曲の途中の「オカズ」に頻繁に顔を出す。
前述のTUBEの前田のアルバム「SMASH」の他にも浜田麻里のアルバム、B'z結成前の松本孝弘のソロ・アルバム、その他に樋口がドラムスとして参加しているものが多々ある。また、YOSHIKI（X JAPAN）やshuji（Janne Da Arc）も、アマチュア時代から彼のプレイに憧れ、そのプレイスタイルから研究していた。
また、ラウドネスと再結成後のレイジーでは、「ラウドネスでのドラムは自分の限界に挑戦している所があるけど、レイジーの場合は楽曲優先という感じで一歩引いて、バンド全体を見渡すような感じで叩いている」と、バンドの音楽性で自身のドラムの叩き方やポジショニングを変えている。
晩年は、システム構成上、全盛期のような派手なドラムソロやフィルインなどは少なくなった。

## ディスコグラフィ
- DESTRUCTION 〜破壊凱旋録〜（1983年5月21日）
- 樋口宗孝 with dream castle 〜 free world （1997年2月21日　BVCR-781）
- MUNETAKA HIGUCHI DRUM COLLECTION（2006年8月23日　TKCA-73087）
- free world Ⅱ（2012年11月28日　YZLM-10001） ※HIGUCHI Project Team LAST COLLECTION名義

## 出演

### TV
- LOVE LOVEあいしてる（フジテレビ） LOVE LOVE ALL STARSのメンバー。

## プロデュース作品
- 浜田麻里『Lunatic Doll〜暗殺警告』（1983年4月21日）、『ROMANTIC NIGHT〜炎の誓い』（1983年12月16日）
- MAKE-UP 『Howling Will』（1984年4月1日）、『Staright Liner』（1984年10月21日）
- ブリザード『DANGER LIFE』（1990年1月21日）
- COZY POWELL FOREVER ~ TRIBUTE TO COZY POWELL（1998年9月19日）
- Lapis Lazuli『KNOCK AROUND』（1999年12月16日）
- 井上あずみ「夢はるか」（2013年11月13日）

## レコーディング参加作品
- 安宅美春「IMAGE DOWN」（原曲：BOØWY）
- アニメタル「アニメタルサマー」「センチメタル」
- 工藤静香「I'm not」
- JAM Project「疾風になれ」、「CRAZY REVOLUTION」、「TORNADO」
- SPLASH「LOOKIN’ FOR…」
- 中島優貴「幻想組曲：やまとなでしこ」
- 浜田麻里「Lunatic Doll〜暗殺警告」、「ROMANTIC NIGHT〜炎の誓い」「FOREVER」
- 早瀬ルミナ 「甘い暴力」
- 前田亘輝(TUBE)「Feel Me」「SMASH」「GAMBLE」
- 松本孝弘(B'z)「Thousand Wave」、「Rock'n Roll Standard Club」
- はたけ「魔術師オーフェン オリジナルサウンドトラック」